# Trạm không quân Mũi Canaveral
Trạm không quân Mũi Canaveral (tiếng Anh: Cape Canaveral Air Force Station (viết tắt tiếng Anh: CCAFS)) là một căn cứ của phi đội không gian 45 thuộc Bộ tư lệnh không gian Không quân Hoa Kỳ, đặt trụ sở chính ở Căn cứ Không quân Patrick gần đó. Nằm trên mũi Canaveral ở tiểu bang Florida, CCAFS là căn cứ hàng đầu của Phạm vi Đông của Mỹ. Với bốn bãi phóng đang hoạt động. Cơ sở này nằm ở phía nam-đông nam của Trung tâm vũ trụ Kennedy của NASA trên đảo Merritt liền kề, với hai kết nối bằng các cầu và đường đắp cao. Căn cứ này có đường băng dài 3000 mét gần khu phức hợp khởi động cho máy bay không vận quân sự phân phối trọng tải nặng và quá cỡ đến mũi này.
Một số lớn tàu thăm dò không gian lớn của Hoa Kỳ đầu tiên được phóng ra từ CCAFS, bao gồm cả vệ tinh mặt đất đầu tiên của Mỹ (1958), nhà du hành vũ trụ đầu tiên của Mỹ (1961), nhà du hành vũ trụ đầu tiên của Mỹ trong quỹ đạo (1962), tàu không gian hai người đầu tiên của Mỹ (1965), tàu không người lái đầu tiên của Mỹ hạ cánh Mặt Trăng (1966), và vũ trụ ba người đầu tiên của Mỹ (1967). Nó cũng là địa điểm phóng tàu vũ trụ đầu tiên bay vượt qua các hành tinh khác trong Hệ Mặt trời (1962-1977), tàu vũ trụ đầu tiên vào quỹ đạo Sao Hỏa (1971) và đi vòng quanh bề mặt của nó (1996), tàu vũ trụ đầu tiên của Mỹ vào quỹ đạo và hạ cánh xuống Sao Kim (1978), tàu vũ trụ đầu tiên vào quỹ đạo Sao Thổ (2004), và quỹ đạo Sao Thủy (2011).

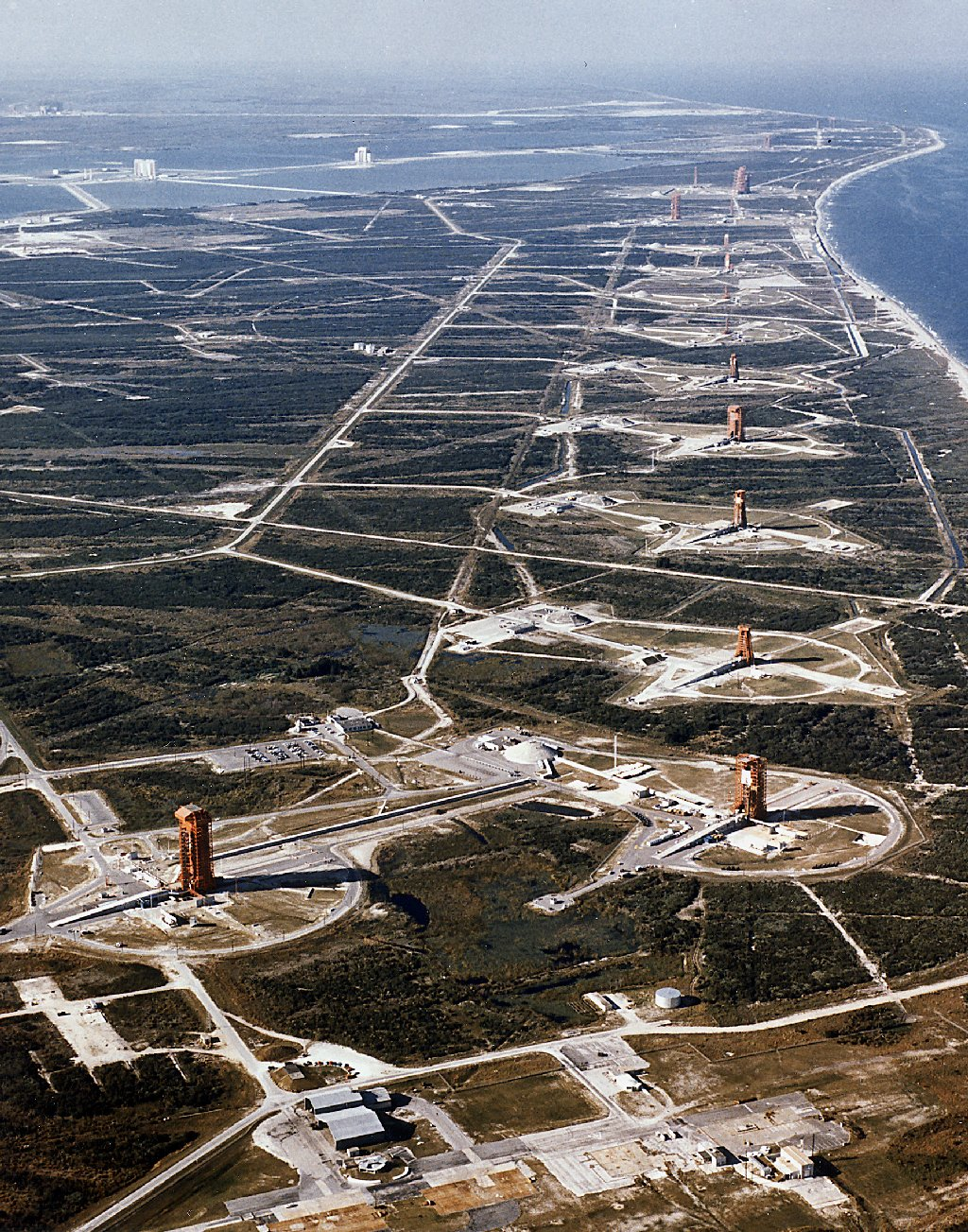
Trạm không quân Mũi Canaveral